# Constant Cremer

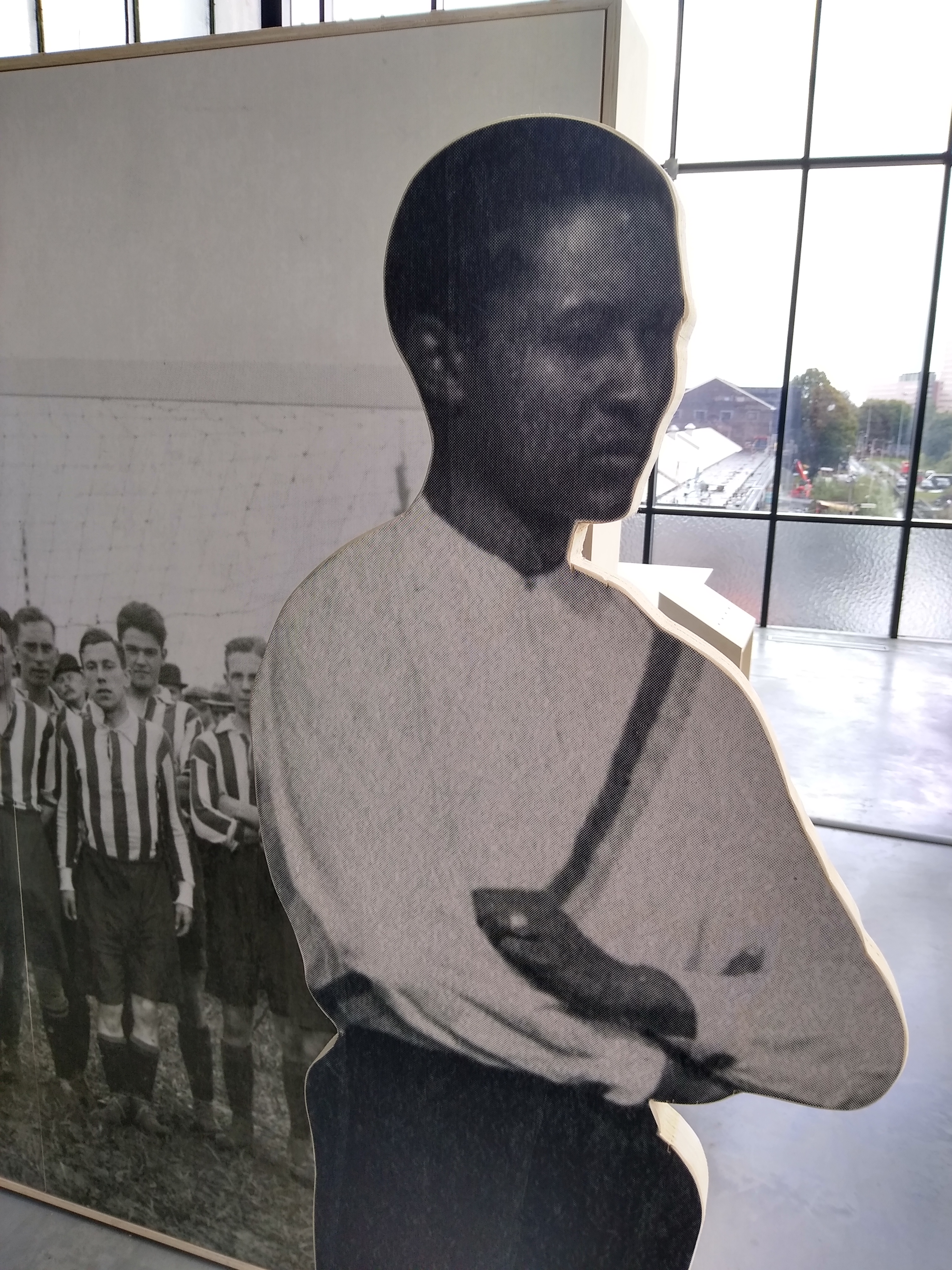
Constant Cremer tentoongesteld in Tilburg

Constant (Jimmy) Cremer (Ango-Ango, Belgisch-Congo, 23 september 1886 – Batavia, Nederlands-Indië, 30 augustus 1937) was de eerste Afrikaanse voetballer in Nederland. Hij speelde van 1902 tot 1907 voor de Tilburgse club Willem II.

## Biografie

### Belgisch-Congo
Cremer werd geboren in Ango-Ango, een plaats aan de Congo-rivier in Belgisch-Congo, als zoon van Sofie, een Congolese prinses, en de Nederlander Jan Constant Willem Joseph Cremer (1852-1889). Zijn vader werkte vanaf 1872 voor de Nieuwe Afrikaansche Handelsvennootschap en handelde in palmpitten, ivoor, katoen, koffie, rubber en (koloniale) kunst. Een verre oom was Jacob Cremer (1847-1923), een van de belangrijkste ondernemers in de tweede helft van de negentiende eeuw in Nederlands-Indië, later minister van Koloniën.

### Nederland
In 1892 - zijn vader was reeds overleden - werd Cremer naar Nederland gestuurd en ondergebracht bij zijn tante Nicoline in Zwolle. In 1898 verhuisde het gezin naar Brabant omdat haar man werd overgeplaatst naar de centrale werkplaats van het staatsspoor te Tilburg. Constant werd ondergebracht bij de weduwe Johanna Gallay-Sanders in Breda. De familie had een militaire loopbaan voor hem voor ogen, maar stuurde hem uiteindelijk naar de Rijks-HBS in Tilburg (in het voormalig paleis van Willem II). 
Als zwarte jongen van buitenlandse afkomst en weeskind had Cremer het niet gemakkelijk, maar hij toonde een groot doorzettingsvermogen, zowel in de studie en het werk als op het voetbalveld. In 1904 behaalde hij met Willem II het Brabants kampioenschap (er was nog geen landelijke competitie). Cremer was een van de sterren. Volgens de Nieuwe Tilburgsche Courant speelde hij "zoo echt op zijn Congoneesch."

### Nederlands-Indië
Vanwege zijn belangstelling voor chemie vervolgde Cremer zijn studieloopbaan op de School voor de Suikerindustrie in Amsterdam. Stage liep hij o.a. in een beetwortelfabriek in Brabant. Na het behalen van zijn diploma vertrok Cremer in 1908 naar Java waar hij spoedig carrière zou maken. Hij werkte achtereenvolgens in de suikerfabrieken van Petjangaän, Majong, Phaïton en Kebonagoeng. In 1911 behaalde hij in Soerabaja zijn suikersyndicaatsdiploma. In 1927 trouwde hij in Malang met Petronella (Nellie) Berlauwt. In 1928 kregen ze een dochter, Constance.
Cremer was een opvallende verschijning, een buitenstaander zowel in Nederland als op Java. Hij was bepaald geen Indische Nederlander, maar ook geen inlandse Javaan. Het huis waarin hij op Java woonde noemde Cremer naar zijn geboortedorp Ango-Ango. Door de wereldwijde depressie eind jaren twintig verloor Cremer in 1932 zijn baan en moest hij op zoek naar nieuw werk. Hij werd directeur van het Opvoedingsgesticht voor Meisjes in Tangerang.
Cremer overleed in 1937, na een kort ziekbed. Op zijn drukbezochte begrafenis was onder meer de burgemeester van Batavia aanwezig. Zijn graf bevindt zich in het huidige Petamburan (Jakarta). In 1956 verruilde zijn weduwe, samen met dochter Constance en kleinkind Margreeth, het inmiddels onafhankelijk geworden Indonesië voor Nederland.  

## Eerbetoon
In 2021 kreeg Cremer meer bekendheid door de tentoonstelling over 125 jaar Willem II in de Tilburgse LocHal, waarin hij werd geëerd als eerste voetballer van kleur op de Nederlandse velden.